# Кут (гідрологічний заказник)
Кут — гідрологічний заказник місцевого значення в Україні. Розташований у межах Варвинського району Чернігівської області, на північний схід від села Журавка. 
Площа 36 га. Статус присвоєно згідно з рішенням Чернігівського облвиконкому від 27.12.1984 року № 454; від 28.08.1989 року № 164. Перебуває у віданні ДП «Прилуцьке лісове господарство» (Варвинське л-во, кв. 4, 61). 
Статус присвоєно для збереження лучно-болотного природного комплексу на лівобережній заплаві річки Удай. Навколоводна рослинність представлена осокою та очеретом До території заказника прилягають невеликі лісові масиви з насадженнями вільхи і (на підвищених ділянках) дуба.
Заказник має важливе значення в регулюванні водного режиму прилеглих територій.